# رشيد أباد (ميانة)
رشيد أباد هي قرية في مقاطعة ميانة، إيران. يقدر عدد سكانها بـ 51 نسمة بحسب إحصاء 2016.